# Карнавальный вечер
«Карнавальный вечер» (фр. Une soirée au carnaval) — картина французского художника-примитивиста Анри Руссо, написанная в 1886 году.
Это одна из ранних картин Руссо, хотя он написал её в 42-летнем возрасте. Анри Руссо до сорока лет работал таможенником и начал писать, лишь когда вышел в отставку. За год до «Карнавального вечера» он выставил в свободном Художественном салоне на Елисейских полях свои копии картин старых мастеров, сделанные в Лувре. В 1886 году он впервые представил публике оригинальную работу «Карнавальный вечер» на Салоне независимых. Картина вызвала насмешки публики нарочитым построением планов и слишком тщательно выписанными деталями пейзажа. Однако, когда к ней, думая позабавить, подвели Камиля Писсарро, он пришёл в восторг от богатства тонов картины и стал расхваливать творчество Руссо. Благодаря этому Анри Руссо вскоре приобрёл популярность. Уже в «Карнавальном вечере» присутствуют будущие черты его индивидуального стиля, развитые в поздних работах: чередование планов, размещение фигур на фоне пейзажа и тщательная проработка всех элементов композиции.